# Patria potestas
Patria potestas — термін римського права, що позначає владу римського господаря (батька сім'ї) над дітьми, в число яких входять і діти дітей, тобто онуки, правнуки тощо. Поняття це відрізняється від  manus mariti  та  dominium  над речами і рабами, хоча за своїм походженням і характером і стоїть близько до них (див. Manus).
Характерна риса patria potestas — строгість повноважень, що належать домоволодільцю по відношенню до дітей. До імператорського часу він мав право прийняти новонародженого сина, дочку, онука тощо під свою владу і захист, в свій будинок, або викинути напризволяще за поріг будинку; в останньому випадку він міг наполягати і на тому, щоб інші не підбирали покинутої дитини. Право це не поширювалося лише на первонароджених синів та дочок, яких вони були зобов'язані виховати. При Валентиніані I (364—375), Валенті (364—378) та Граціані (375—383) воно було обмежено встановленням штрафу та знищенням права на зворотне витребування батьком викинутого, але підібраного зі співчуття іншою особою дитини. І протягом подальшого життя батько мав jus vitae ас necis по відношенню до дітей, тобто право суду і страти над ними, зазвичай за участю рідних або друзів (consilium propinquorum s. amicorum), в разі вчинення ним проступків як домашнього, так і громадського (навіть політичного) характеру. За імператорських часів це право також зазнало ряд обмежень і було скасовано. Імператор Адріан (117—138) встановив покарання посиланням за самовільне вбивство сина, хоча б і злочинного; Александр Север (222—235) залишив за батьком лише право легких покарань, а для більш тяжких він був зобов'язаний звертатися до суду. Костянтин Великий (306—337) прирівняв вбивство сина до звичайного вбивства. Валентиніан значно обмежив у 365 році домашню юрисдикцію батька і по відношенню до інших покарань. Від більш ранньої епохи збереглася згадка про наказ імператора Траяна (98-117) звільнити сина, з яким батько поводився жорстоко.
Імператорами також були проведені обмеження та заборона продажу дітей, яка раніше входила до складу прав батьківської влади. Каракалла (211—217) назвав це справою неприпустимою та ганебною, Діоклетіан (284—305) заборонив це зовсім, Костянтин дозволив це тільки бідним батькам по відношенню до новонароджених. Поступово в юриспруденції був вироблений загальний моральний принцип: «patria potestas in pietate debet non in atrocitate consistere» (влада батька повинна полягати в доброті, а не в жорстокості). Однак до кінця римського юридичного розвитку patria potestas залишалася владою в інтересах батька, а не дітей, як сучасна західноєвропейська батьківська влада. Вона також була довічною. Емансипація до смерті батька можлива була лише за його згодою і за особливим актом залежним від його волі. Батькові належало право експлуатації робочої сили сина в будинку, а також шляхом віддачі в найм, продажу в рабство і застави (останні два правочини скасовані за імператорів). Син не мав власного майна; виділений йому пекулій залишався у власності батька; всі придбання дітей були придбаннями батька, на якого покладалася і відповідальність як за угоди дітей, так і за їх делікти. Тільки пізніше виділяється деяке майно, що належить синові на правах приватної власності. Але на все інше майно, яке син отримав від сторонніх осіб (bona adventitia), батько зберігає до кінця римського правління право користування і керування. У суді та угодах, за невеликими винятками пізнішого часу, діти були невільними представниками батька, а не самостійними діячами. Вони стояли в цьому відношенні нарівні з рабами.